# Elzunia faba
Elzunia faba är en fjärilsart som beskrevs av Gustav Weymer 1909. Elzunia faba ingår i släktet Elzunia och familjen praktfjärilar. Inga underarter finns listade i Catalogue of Life.